# Aletta Jacobs
Aletta Henriëtte Jacobs (Sappemeer, 9 de febrer de 1854-Baarn, 10 d'agost de 1929) fou una metgessa, activista pel sufragi femení i inventora neerlandesa. Nascuda al petit poble de Sappemeer, va col·laborar reeixidament en camps diversos, com el de la medicina i el de l'ajut a les persones de classes baixes. A part de tots els èxits que aconseguí al llarg de la seva vida, també fou la primera dona a estudiar en una universitat neerlandesa, i la primera metgessa dels Països Baixos.

## Biografia

### Primers anys i educació
Nascuda el 9 de febrer de 1854 en el si d'una família jueva, filla d'Abraham Jacobs i Anna de Jongh, tenia 11 germans i era la vuitena més jove. El seu pare era metge, i va ser gràcies a ell que Jacobs s'interessà per la medicina. De petita, feia visites amb el seu pare, i veure com el seu pare exercia la professió i ajudava la gent va fer que volgués esdevenir metgessa.
Tot i que volia estudiar medicina com son pare, l'educació per a les dones als Països Baixos era molt limitada. Jacobs va poder acabar la primària el 1867, però, fins llavors, cap dona de Sappemeer podia entrar a la secundària. Això no va impedir que Jacobs continués estudiant, i el 1870 va aprovar l'examen per ser assistenta química. Això va fer que guanyés reconeixement i J. R. Thorbecke li va acabar donant permís per entrar a la Universitat de Groningen el 28 d'abril de 1871. El 8 de març de 1879, Jacobs es graduà com a primera dona metgessa als Països Baixos.

### Vida després d'universitat
Després de graduar-se, Jacobs es mudà a Londres, on va començar a trobar-se amb moltes activistes feministes, a favor de la contracepció i del sufragi femení. Aquestes idees van influir molt en Jacobs, especialment la necessitat de les dones de disposar d'anticonceptius per prevenir embarassos no desitjats.
Posteriorment, es mudà a Amsterdam, on va establir la seva pròpia clínica per a gent de classe baixa que no es podia permetre altres metges. Moltes dones també li van demanar mètodes anticonceptius. Jacobs pensà diverses maneres d'ajudar a resoldre el problema; perfeccionà el diafragma, també conegut com el pessari de Mensinga, motiu pel qual molta gent acredita la invenció a W. P. J. Mensinga. Malgrat que Mensinga va fer el primer diafragma, Jacobs parlà amb ell i va poder fer contribucions i canvis al disseny de l'aparell per perfeccionar-lo.

### Sufragi femení i mort
Després d'anar a la trobada del Consell Internacional de Dones a Londres el 1899, Jacobs decidí deixar d'exercir com a metgessa per dedicar-se a la causa del sufragi femení. Després de l'inici de la Primera Guerra Mundial, Jacobs va fer un míting del Consell Internacional de Dones a L'Haia. Durant tot el període de guerra, va continuar lluitant pel sufragi femení, i va fer intervencions en diverses conferències. Va morir a Baarn (Països Baixos) el 10 d'agost de 1929.

## Llibres
- Memories: My Life as an International Leader in Health, Suffrage, and Peace.